# Rudolf Gellesch
Rudolf Gellesch (né le 1er mai 1914 à Gelsenkirchen et mort le 20 août 1990 à Cassel) était un footballeur allemand des années 1930 et 1940.

## Biographie
En tant qu'attaquant, Rudolf Gellesch fut international allemand à 20 reprises (1935-1941) pour un but inscrit. Il inscrivit son seul but contre l'Angleterre à la 20e minute, match qui se solda par une défaite (3-6, le 14 mai 1938). Il participa à la Coupe du monde de football de 1938 où il joua le premier match  mais pas le second contre la Suisse. L'Allemagne est éliminée au premier tour. 
Il joua pour deux clubs : FC Schalke 04 (pendant vingt ans) et TuS Lübbecke (pendant quatre saisons). Il remporta de nombreux trophées avec Schalke (régionaux et nationaux), mais rien avec le second.

## Clubs
- 1926-1946 : FC Schalke 04
- 1946-1950 : TuS Lübbecke

## Palmarès
- Coupe d'Allemagne de football
  - Vainqueur en 1937
  - Finaliste en 1935, en 1936, en 1941 et en 1942
- Gauliga Westfalen
  - Champion de 1934 à 1944 (onze fois de suite)
- Westdeutsche Fussball Meisterschaft
  - Champion en 1929, en 1930, en 1932 et en 1933
  - Vice-champion en 1927
- Championnat d'Allemagne de football
  - Champion en 1934, en 1935, en 1937, en 1939, en 1940 et en 1942
  - Vice-champion en 1933, en 1938 et en 1941